# Masaki Yamamoto
Masaki Yamamoto (født 24. august 1987) er en japansk fodboldspiller, som spiller for den japanske fodboldklub JEF United Chiba.